# Villa Ruggiero

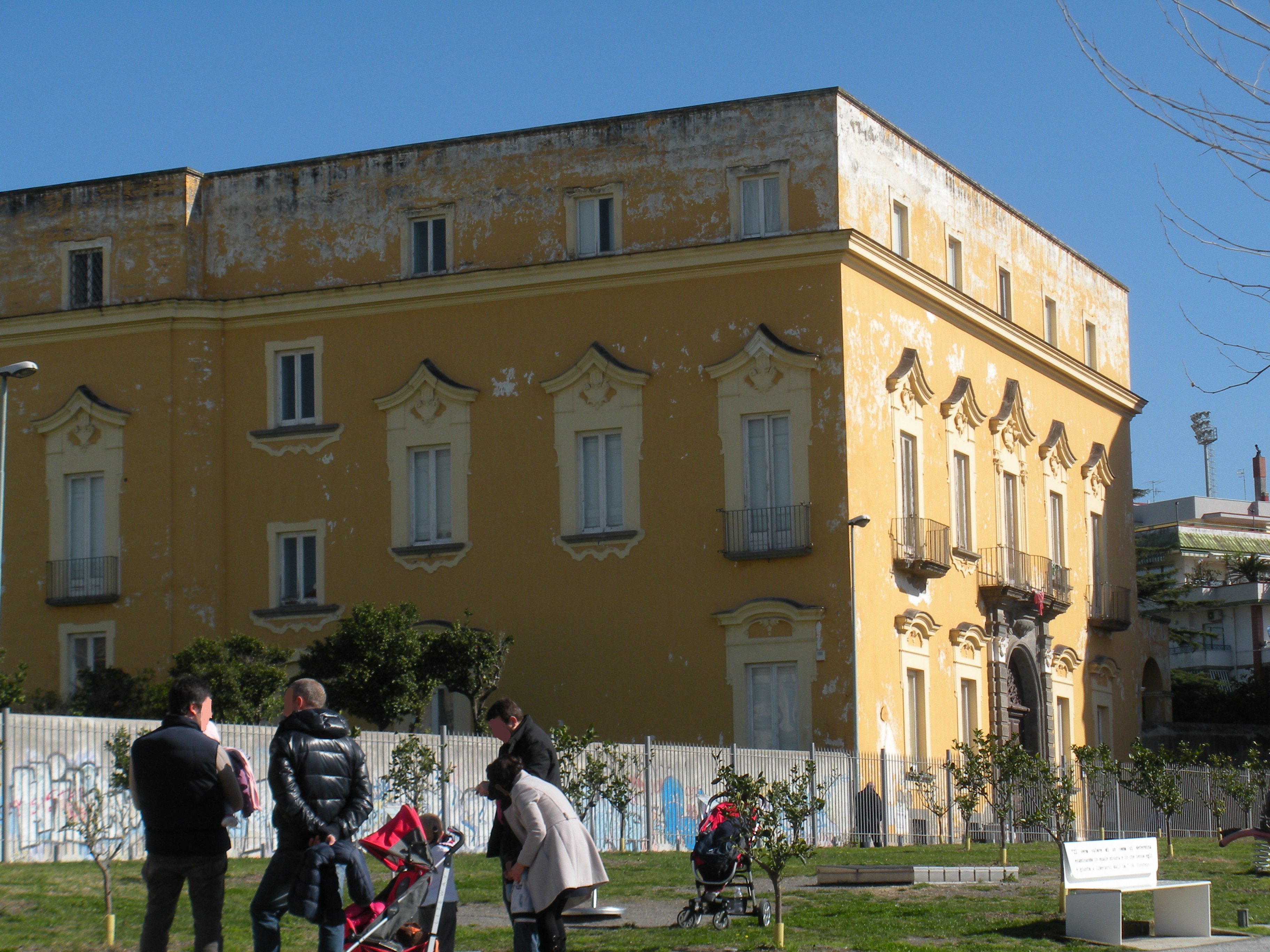
Villa Ruggiero in Ercolano

Die Villa Ruggiero ist ein Landhaus aus dem 18. Jahrhundert in Ercolano in der italienischen Region Kampanien. Sie liegt im Gebiet der Miglio d’oro in der Via Alessandro Rossi, 42 und ist eine der kleinsten ihrer Art, aber nicht weniger interessant aus künstlerischer und architektonischer Sicht.

## Geschichte und Beschreibung
Die Villa ließ der Baron Enrico Petti in der zweiten Hälfte des 18. Jahrhunderts erbauen und 1863 kaufte sie die Familie Ruggiero, die sie bis 1985 behielt. Dann kaufte sie die Ente per le Ville Vesuviane und ließ sie restaurieren.
Die Villa, die unweit des Corso Resina steht, an der sich die größeren Residenzen der Miglio d’oro befinden, hat drei Stockwerke und ist um einen elliptischen Innenhof herum gebaut, der zum Garten hin durch eine massive Exedra abgeschlossen ist.
Die elegante Fassade ist im Rokokostil gehalten und durch ein großes Portal aus Piperno und weißem Marmor aufgewertet. Die Rückfassade, zum Vesuv hin, ist komplexer, ein Merkmal, das die meisten Villen der Miglio d’oro gemeinsam haben, und zeigt ein breites Venezianisches Fenster, das die Terrasse des ersten Obergeschosses stützt und so eine Quergalerie zwischen dem sechseckigen Vestibül und dem Innenhof schafft. Die abgerundeten Geländer sind mit vier Pfeilern aus glattem Bossenwerk durchsetzt, auf denen vier Büsten aus Terrakotta standen, die leider kürzlich von Unbekannten entfernt wurden. Die drei Fenster zur Terrasse hin sind von Kartuschen und Stuckvoluten umrahmt; über dem mittleren, höheren ist eine Nische mit einer Terrakottabüste des Heiligen Januarius angebracht, die in der Tradition der Vesuv-Villen zum Vesuv hin gekehrt ist.
Die Räume des ersten Obergeschosses sind um den großen Festsalon herum angeordnet und mit eleganten Fresken mit floralen und naturalistischen Motiven, Gemälden und Ovalen nach pompeianischem Geschmack verziert.
An den Innenhof schließen seitlich die Stallungen an, deren Elemente aus Piperno noch gut erhalten sind.
Durch ein Tor aus Schmiedeeisen gelangt man in den Garten mit der zentralen Allee, die von Bänken flankiert und mit einer Nische abgeschlossen ist, die die perspektivische Achse vom Eingangstor her abschließt. Auf einer Seite des Gebäudes öffnet sich ein Zitrushain, typisch für die Anlage von Parks am Vesuv im 18. Jahrhundert, als man Garten- und Zitrusareale im Wechsel anlegte.
Im 19. Jahrhundert wurde das ursprünglich zweistöckige Gebäude um ein drittes Stockwerk erweitert und zur Nordseite hin verlängert.
In der Villa sind heute Büros der Gemeinde Ercolano untergebracht sowie eine öffentliche Bibliothek namens „Giovanni Buonajuto“.
Früher waren dort auch Hörsäle des Studieninstituts für die Direktion und Verwaltung des Unternehmens Stoà, der Sitz des Patto Territoriale del Miglio d’oro und der Sitz der Entwicklungsagentur T.E.S.S. – Costa del Vesuvio.

## Wissenswertes
Die vier gestohlenen Büsten zeigten die vier Zeiten des Jahres und des Lebens, wobei vermutlich die Eigentümer der Villa in mythischer Gestalt abgebildet waren. Auf der konkaven Rückseite jeder Büste, die man vom Innenhof und von Garten aus sah, waren Flachreliefe apotropäischer Figuren aus der Volkstradition, wie Dämonen und Fledermäuse. Auf diese Art existierten um die Terrasse das Heilige, repräsentiert durch die Büste des Heiligen Januarius zum Schutz der Villa gegen Ausbrüche des Vesuv und Elemente des populären Aberglaubens, die das Ziel hatten, negative Einflüsse von der Villa und ihren Bewohnern fernzuhalten, nebeneinander.